# Філя-де-Жос
Філя-де-Жос (рум. Filea de Jos) — село у повіті Клуж в Румунії. Входить до складу комуни Чуріла.
Село розташоване на відстані 315 км на північний захід від Бухареста, 18 км на південь від Клуж-Напоки.

## Населення
За даними перепису населення 2002 року у селі проживали 254 особи, з них 253 особи (99,6%) румунів. Усі жителі села рідною мовою назвали румунську.